# Ciarán Lynch

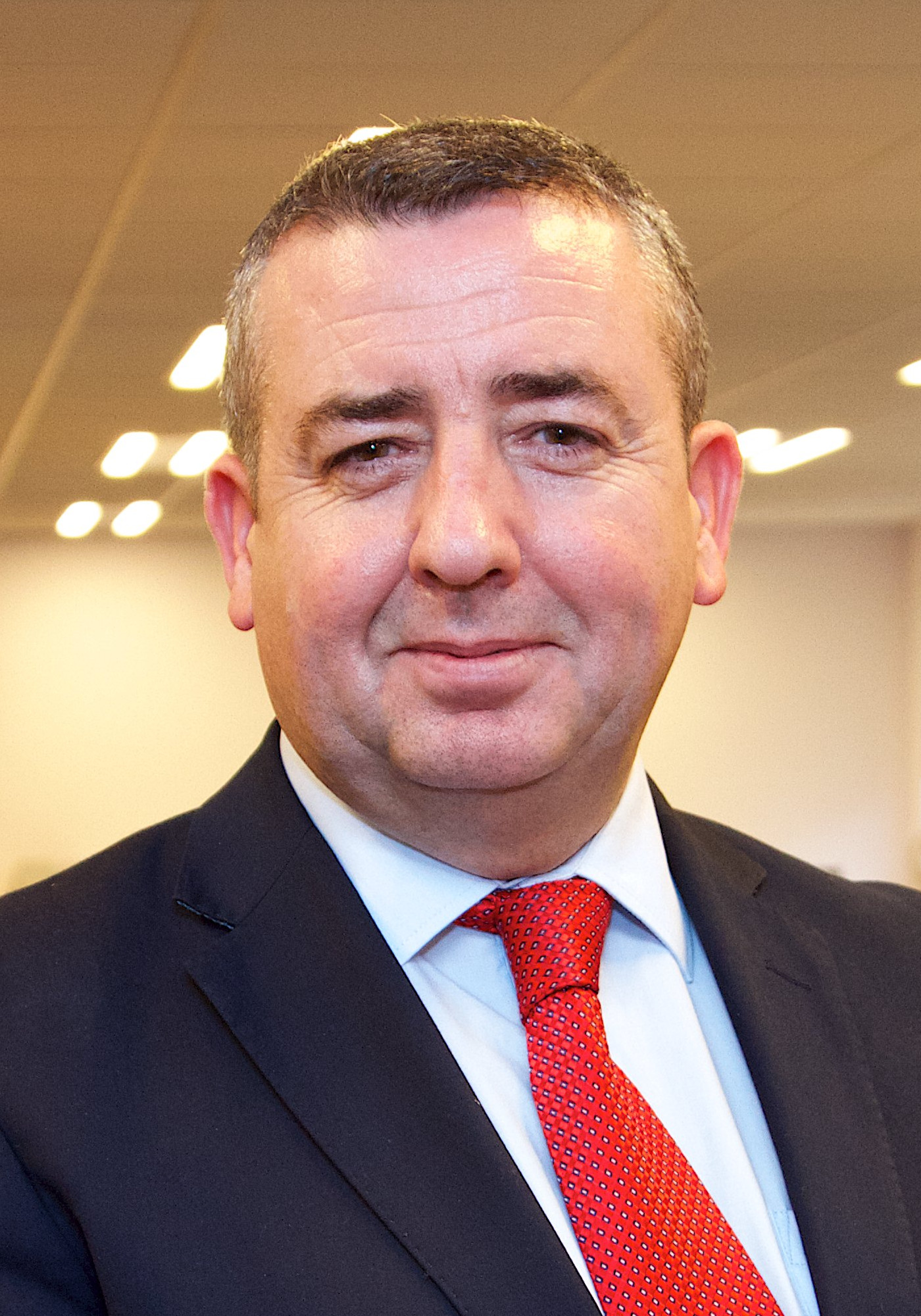
Ciarán Lynch (2014)

Ciarán Lynch (irisch Ciarán O'Loinsigh; * 13. Juni 1964 in Cork) ist ein irischer Politiker der Irish Labour Party. Von 2007 bis 2016 war er Teachta Dála (Abgeordneter) im Dáil Éireann, dem irischen Unterhaus.

## Leben
Lynch studierte Sozialwissenschaften am University College Cork und am Waterford Institute of Technology. 2004 wurde er in den Cork County Council gewählt. Er trat bei den Wahlen zum Dáil Éireann 2007 für die Labour Party im Wahlkreis Cork South-Central an und wurde gewählt. Bei der Wahl 2011 konnte er seinen Sitz verteidigen, 2016 jedoch nicht.

## Privates
Lynch ist der Schwager der Politikerin Kathleen Lynch. Er ist verheiratet und hat zwei Kinder.